# Amegilla dawsoni
Amegilla dawsoni är en biart som först beskrevs av Rayment 1951.  Amegilla dawsoni ingår i släktet Amegilla och familjen långtungebin. Inga underarter finns listade i Catalogue of Life.

## Beskrivning
Arten är ett av Australiens största bin med en kroppslängd hos honan på upp till 23 mm och en största vingbredd på 45 mm. Honans storlek är inte särskilt variabel, medan hanarnas storlek varierar kraftigt, endast de största blir lika stora som honan. Amegilla dawsoni är kraftigt byggd. Hanen har en övervägande gulbrunhårig kropp, medan honan har huvudet och mellankroppen vithåriga, och en tämligen naken bakkropp. Hanen har dessutom nedre delen av ansiktet gulfärgat. Vingarna är mörka.

## Ekologi
Amegilla dawsoni lever på torra till halvtorra slätter.
De vuxna bina uppträder mellan juli och september. De är aktivia från strax före soluppgången till strax efter solnedgången. Hanarna sover fastbitna vid växter och med ihopfällda ben, medan honorna söker nattvila i de larvbon de håller på att bygga. Arten besöker främst, men inte uteslutande, blommor från släktena Eremophila ur familjen flenörtsväxter och Trichodesma zeylanicum ur strävbladiga växter.

### Fortplantning
Hanarna är mycket aggressiva mot varandra. De tillämpar två taktiker för att få para sig med honorna: De större hanarna samlas kring boöppningarna i väntan på att nykläckta honor skall komma fram. Hanarna dödar ofta varandra i de strider som följer. De mindre hanara föredar i stället att patrullera näringsväxterna i närheten, i förhoppningen att några oparade honor skall komma dit. Den allt övervägande delen av honorna befruktas dock vid boöppningen av de stora hanarna.
Det är endast honan som tar hand om avkomman. Även om Amegilla dawsoni är ett solitärt bi, brokar honorna bygga sina individuella larvbon i stora kolonier, vilka som mest kan omfatta 10 000 bon. Dessa grävs ut i hård lera, som honorna fuktar med nektar för att göra den mjukare. Boet börjar med en vertikal gång ner till 15–30 centimeters djup, där ett antal urnskapade celler byggs. Varje cell förses med ett larvförråd av pollen och nektar. Till sist lägger honan ett ägg på ytan av nektarn. Hon kan bygga upp till 8 celler, innan hon försluter boöppningen. Arbetet är mycket ansträngade, ofta dör honan efter boet är färdigbyggt. Äggen kläcks efter några dagar, och larven lever av födan i några veckor. När maten är slut, går larven in i ett dvalstadium som kan vara i över ett år innan de förpuppas.

## Utbredning
Amegilla dawsoni förekommer i delstaten Western Australia, från västkusten till Stora Sandöknen.